# Gare d’Albert
Gare d’Albert vasútállomás Franciaországban, Albert településen.

## Vasútvonalak
Az állomást az alábbi vasútvonalak érintik:
- Párizs-Lille-vasútvonal

## Kapcsolódó állomások
A vasútállomáshoz az alábbi állomások vannak a legközelebb:
- Gare de Buire-sur-l'Ancre
- Gare de Miraumont
- Gare de Corbie
- Gare d’Arras
- Gare d’Amiens